# Osowo Leśne
Osowo Leśne (kaszb. Òsowò) – wieś kociewska w Polsce położona w województwie pomorskim, w powiecie starogardzkim, w gminie Lubichowo, na północnym skraju Borów Tucholskich. Wijąca się w pobliżu zakolami Wda stanowi turystyczny szlak spływów kajakowych. Wieś jest siedzibą sołectwa Osowo Leśne, w którego skład wchodzą również Plony, Skowronek i Kujawy.
W latach 1975−1998 wieś administracyjnie należała do województwa gdańskiego.

## Integralne części wsi
| SIMC    | Nazwa     | Rodzaj    |
| ------- | --------- | --------- |
| 0166640 | Kujawy    | część wsi |
| 0166657 | Plony     | część wsi |
| 0166663 | Skowronek | część wsi |

## Historia
Od 1772 miejscowość znajdowała się pod administracją zaboru pruskiego na terenie pruskiej prowincji Prusy Zachodnie. Po I wojnie światowej Osowo Leśne znalazło się ponownie na terenie Polski. Podczas okupacji niemieckiej w okolicach Osowa doszło do niemieckiej akcji osiedleńczo-kolonizacyjnej. Odpowiedzią ruchu oporu (Gryf Pomorski) było rozbrajanie niemieckich pracowników leśnych jak i niszczenie infrastruktury komunikacyjnej. Po II wojnie światowej obszary leśne Borów Tucholskich wokół Osowa stały się terenem operacyjnym partyzantki antykomunistycznej.
Na północ od wschodnich wylotów ze wsi pozostałości cmentarza ewangelickiego z przełomu XIX-XX w. Na południe od wsi, po zachodniej stronie szosy do Ocypla, zachowany samotny grób  żołnierza Wehrmachtu z drewnianym krzyżem, poległego na przełomie lutego i marca 1945 r..

## Ochrona przyrody
Na terenie wsi rośnie dąb szypułkowy "Dąb Tysiąclecia" o obwodzie 320 cm, który powołano pomnikiem przyrody w 2020 roku.